# 本日、米團治日和。
『本日、米團治日和。』（ほんじつ、よねだんじびより）はKBS京都ラジオで2015年4月1日から毎週水曜日の17:30 - 18:00に放送されているトーク番組。

## 概要
2015年4月1日放送開始。
伝統文化を受け継ぐ人の想いや業績に同じ芸の道を歩みパーソナリティを務める落語家の桂米團治（5代目）が迫る対談番組で伝統の重みを背負いながらも時代に即した新しい風を吹き起こす継承者たちの「技」と「人となり」に向き合い、じっくりと語り合う番組となっており、第5水曜日がある月はパーソナリティの米團治による一人喋りの回となっている。

## 放送時間
- 毎週水曜日 17:30 - 18:00

## 出演者
パーソナリティ
- 桂米團治（5代目）